# Ilberstedt
Ilberstedt – gmina w Niemczech, w kraju związkowym Saksonia-Anhalt, w powiecie Salzland, wchodzi w skład gminy związkowej Saale-Wipper.